# Herrmann-Aguilar-Sacks-Syndrom
Das Herrmann-Aguilar-Sacks-Syndrom ist eine sehr seltene autosomal-dominant vererbbare angeborene Erkrankung mit den Hauptmerkmalen im Erwachsenenalter beginnender Myoklonusepilepsie mit Taubheit, Nephropathie, Diabetes mellitus und frühzeitiger Demenz.
Synonyme sind: Herrmann-Syndrom; englisch Photomyoclonus, Diabetes mellitus, Deafness, Nephropathy and Cerebral Dysfunction
Die Bezeichnung bezieht sich auf die Erstautoren der Erstbeschreibung aus dem Jahre 1964 durch die US-amerikanischen Ärzte C. Herrmann, M. J. Aquilar und O. W. Sacks.

## Klinische Erscheinungen
Klinische Kriterien sind:
- Photogene Myoklonusepilepsie im Erwachsenenalter
- fortschreitende Innenohrschwerhörigkeit
- Diabetes mellitus
- chronische Nephropathie
- vorzeitig einsetzende Demenz

## Diagnose
Im Blutserum finden sich erhöhte Glykoproteine und Mukoproteine, im Urin erhöhtes Alanin und Leucin.